# تاکایوکی فوجیکاوا
تاکایوکی فوجیکاوا (انگلیسی: Takayuki Fujikawa; ۱۰ اکتبر ۱۹۶۲ – ۱۵ نوامبر ۲۰۱۸) بازیکن فوتبال اهل ژاپن بود.
از باشگاه‌هایی که در آن بازی کرده‌است می‌توان به باشگاه فوتبال توکیو وردی اشاره کرد.